# Maartje Offers
Maartje Offers, ook wel Marta Offers, (Koudekerk aan den Rijn, 27 februari 1891 - Tholen, 28 januari 1944) was een Nederlands alt.
Zij was dochter van vleeshouwer Pieter Offers en Masje van Vliet. Zelf was ze gehuwd met en gescheiden van  Johan Heinrich van der Meer (van 1912-1923) en Adriaan Diederik van Buuren en gehuwd met Willem Eigeman.
Ze groeide op in Den Haag. Er is een optreden van haar bekend in de Zuiderkerk toen zij twaalf jaar oud was; ze zong toen in het kerkkoor. Een predikant zorgde er voor dat zij al tijdens haar HBS-tijd met muzieklessen aan de Haagse Muziekschool. Ze kreeg onderricht in zang en piano van André Spoel. Voor een verdere opleiding trok ze naar Amsterdam om er in de leer te gaan bij Johanna Hekking-van Hove (zus van Sophie Offermans-van Hove) en Jeanne Smit. De studie werd afgemaakt door enkele jaren zangles van Pauline de Haan-Manifarges. Haar eerste officiële optreden was echter in Leiden in 1910.  daarna volgde een hele rij optredens als concert- en oratoriumzangeres met regelmatige gastrollen bij de Fransche Opera. Ze was van 1920 tot 1923 verbonden aan de Nationale Opera. Daarna volgde een verbintenis in Milaan,met het ensemble van het Scala onder leiding van Arturo Toscanini, waarmee ze de eerste Nederlandse zangeres werd, die daar zong. Ondertussen had ze vanuit woonplaats Milaan genoeg tijd om concertreizen door Italië te ondernemen. In diezelfde periode sneuvelde haar eerste huwelijk, maar kwam ook haar eerste plaatopname plaats; er zouden nog vele volgen.. Ze zou de eerste Nederlandse zangeres zijn die werd vastgelegd. In haar Milanese periode was ze kortstondig getrouwd met haar tweede man, die als tweede repetitor werkte bij dat ensemble.
Onder leiding en aan de hand van Willem Mengelberg zong ze in 1926 in New York mee in Tweede symfonie van Gustav Mahler. In 1927 volgde een Britse tournee onder leiding van dirigent Thomas Beecham. Al die concertreizen wilde ze combineren met het docentschap aan het Rotterdams Conservatorium, maar dat was niet vol te houden. In 1931 nam ze daar afscheid en ook haar derde huwelijk strandde in 1931. Offers wilde na Adolf Hitlers machtsgreep in Duitsland in 1933 daar niet meer optreden. Haar suikerziekte en obesitas speelden haar steeds vaker parten; ze beperkte haar optredens tot concerten in Nederland en was regelmatig via de radio te horen. Uiteindelijk viel het doek in 1940 met de rol van Azucena in Il Trovatore van Giuseppe Verdi. Ze beperkte zich sindsdien tot liederavonden, zanglessen en dirigeren van een dameskoor.
In de periode 1925 tot 1939 trad ze zestien keer op met het Concertgebouworkest. Dirigenten Cornelis Dopper, Willem Mengelberg, Eduard van Beinum, Bruno Walter, Erich Kleiber en Heinz Tietjen maakten van haar stem gebruik.
Tijdens de Tweede Wereldoorlog weigerde ze om lid te worden van de Kultuurkamer. Dit betekende het definitieve einde van haar zangcarrière. Wel trad zij soms nog op in besloten kring. Zij woonde in een bovenwoning aan de Stadhouderslaan in Den Haag. Die woning werd in mei 1943 door de Duitsers gevorderd. Toen vertrok zij naar Eerbeek nabij de Veluwe waar zij haar intrek nam in een als vakantieverblijf verbouwd boerderijtje dat haar ter beschikking was gesteld. Daar verbleef zij meestentijds alleen. Door de oorlogsomstandigheden was er geen insuline tegen haar suikerziekte meer verkrijgbaar en kon zij zich ook niet meer aan haar strenge dieet houden. Eind 1943 werd zij daardoor ernstig ziek en ging zij naar haar zus in Tholen. Ze leek er te herstellen en had een thuisreis naar Brummen gepland, maar overleed 28 januari 1944 in Tholen als gevolg van een ontsteking van de alvleesklier bij suikerziekte. Ze werd begraven op Nieuw Eykenduynen.
In Leiden is een straat naar haar vernoemd: het Maartje Offerspad in de Stevenshof.
- Biblioteca Nacional de España: XX1707373
- Bibliothèque nationale de France: cb13953045v (data)
- Biografisch Portaal: 14756611
- Gemeinsame Normdatei: 133462234
- International Standard Name Identifier: 0000 0000 6653 6861
- Library of Congress Control Number: n84011268
- MusicBrainz: a5d99086-13f1-445b-b50b-7b400cd34da3
- Trove: 1053475
- Virtual International Authority File: 15960700
- WorldCat: E39PBJpyrtPcfDGjVDphV9RdwC